# Ashopton
Ashopton – wieś w Anglii, w hrabstwie Derbyshire, w dystrykcie High Peak. Leży 53 km na północ od miasta Derby i 233 km na północny zachód od Londynu.